# Seznam děl Otakara Novotného

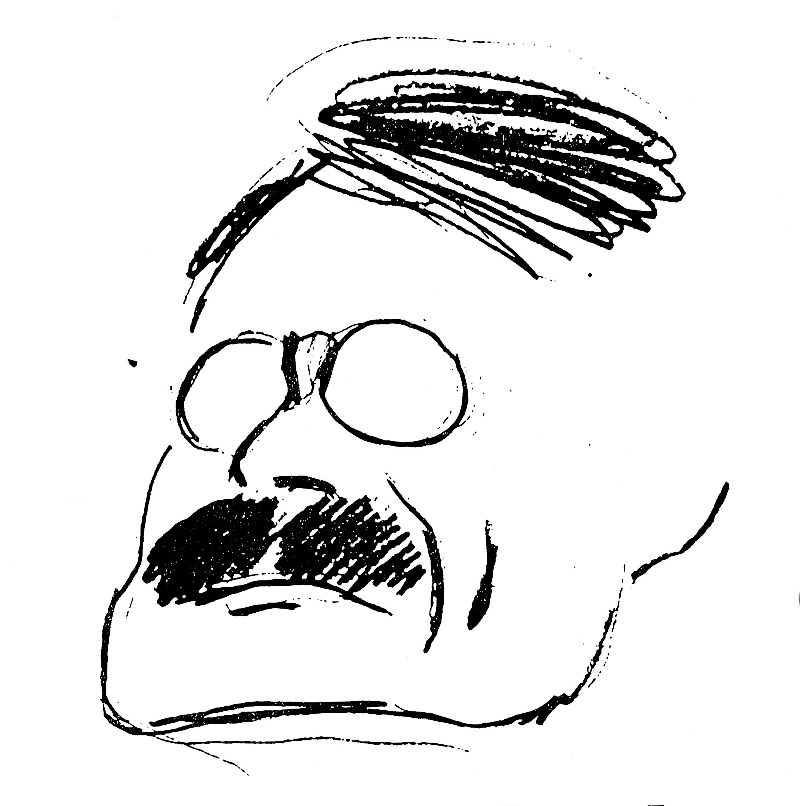
Otakar Novotný na karikatuře od Jana Kotěry

Toto je seznam děl českého architekta Otakara Novotného.

## Architektura a design
| číslo | stavba                                                                                  | návrh / realizace | obrázek | místo                  | číslo popisné                      | adresa                               | rok       | spoluautor                                                                                               | poznámka                                                                 |
| ----- | --------------------------------------------------------------------------------------- | ----------------- | ------- | ---------------------- | ---------------------------------- | ------------------------------------ | --------- | --- | ------------------------------------------------------------------------ |
| 1     | Návrh mauzolea                                                                          | návrh             |         |                        |                                    |                                      | 1903      | |                                                                          |
| 2     | náhrobek rodiny Nexerovy a Marie Fialové                                                | realizace         |         | Jindřichův Hradec      |                                    |                                      | 1903–1904 | | Volné Směry VIII, 1904 str. 298 Archiv NTM – N6                          |
| 3     | Vila Edvarda Lederera                                                                   | realizace         |         | Jindřichův Hradec      | 100                                | Pražská                              | 1904      | |                                                                          |
| 4     | Rodinný dům Dr. J. Žižky                                                                | realizace         |         | Újezd nad Lesy         | 59                                 | Starokolínská                        | 1904      | |                                                                          |
| 5     | Rodinný dům Dr. Fialy                                                                   | realizace         |         | Praha 6 – Bubeneč      | 247                                | Pětidomí 5                           | 1905      | | V roce 1923 přestavěl Jan Jarolím                                        |
| 6     | Rodinný dům prof. Dr. Emila Votočka                                                     | realizace         |         | Senohraby              |                                    |                                      | 1906      | |                                                                          |
| 7     | Letní vila ředitele Riemera                                                             | realizace         |         | Sankt Gilgen, Rakousko |                                    |                                      | 1906      | |                                                                          |
| 8     | Instalace výstavy SVU Mánes v Praze                                                     | realizace         |         | Praha                  |                                    |                                      | 1906      | |                                                                          |
| 9     | Vila JUDr. Otakara Cmunta                                                               | realizace         |         | Čimelice               | 113                                |                                      | 1907      | |                                                                          |
| 10    | Zařízení bytu JUDr. Václava Šolce                                                       | realizace         |         | Praha                  |                                    |                                      | 1907      | |                                                                          |
| 11    | Divadelní budova, lázně a sokolovna                                                     | návrh             |         | Holice                 |                                    |                                      | 1908      | |                                                                          |
| 12    | Rodinný dům prof. Františka Lexy                                                        | realizace         |         | Rakovník               | 581/II                             | Štemberova                           | 1908–1909 | |                                                                          |
| 13    | Vila nakladatele Jana Otty                                                              | realizace         |         | Praha-Zbraslav         | 500                                | Žitavského 135                       | 1908–1909 | | orientační číslo 135 již bylo zrušeno                                    |
| 14    | Výstavní nábytek pro firmu Strnad a Vaníček                                             | realizace         |         | Praha                  |                                    |                                      | 1909      | |                                                                          |
| 15    | Obchodní a obytný dům nakladatele Jana Štence                                           | realizace         |         | Praha 1 – Staré Město  | 931,1092                           | Salvátorská 8, 10                    | 1909–1911 | | [ 2 ]                                                                    |
| 16    | První soutěžní návrh na budovu Národního divadla v Brně                                 | soutěžní návrh    |         | Brno                   |                                    |                                      | 1910      | |                                                                          |
| 17    | Návrh hřbitova                                                                          | návrh             |         | Pelhřimov              |                                    |                                      | 1910      | |                                                                          |
| 18    | Hrobka rodiny Novotných                                                                 | realizace         |         | Praha                  | Olšanské hřbitovy                  |                                      | 1910      | Stanislav Sucharda                                                                                       | archiv NTM – N19                                                         |
| 19    | Hrobka rodiny Holečkovy                                                                 | realizace         |         | Praha                  | Olšanské hřbitovy                  |                                      | 1910      | | archiv NTM – N20                                                         |
| 20    | Sokolovna v Holicích                                                                    | realizace         |         | Holice                 | 446                                | Holubova ul.                         | 1910–1911 | | [ 3 ]                                                                    |
| 21    | Návrh hřbitova                                                                          | návrh             |         | Dvůr Králové nad Labem |                                    |                                      | 1911      | | archiv NTM – N22 plány                                                   |
| 22    | Simonova hrobka                                                                         | realizace         |         | Kroměříž               |                                    |                                      | 1911      | | archiv NTM – N23                                                         |
| 23    | Obytný dům s ordinací MUDr. Čeňka Zemánka                                               | realizace         |         | Holice                 | 24                                 | Náměstí T. G. Masaryka               | 1911–1912 | | [ 4 ]                                                                    |
| 24    | Obytný dům Zdeňka Grégra                                                                | realizace         |         | Lštění                 |                                    |                                      | 1911–1913 | | známá též jako vila spisovatele Neffa                                    |
| 25    | Nový obecní hřbitov v Praze                                                             | soutěžní návrh    |         | Praha                  |                                    |                                      | 1912      | | archiv NTM – N28 Styl IV, 1912, str. 280–282                             |
| 26    | Obytný dům Františka a Zdeny Sequensových                                               | realizace         |         | Praha 2 – Vyšehrad     | 48                                 | Vnislavova 4, Libušina 5             | 1912      | | [ 5 ]                                                                    |
| 27    | Studie k soutěžnímu návrhu na královský palác v Sofii                                   | návrh             |         | Sofie                  |                                    |                                      | 1912      | |                                                                          |
| 28    | Rodinný dům pokladníka Městské spořitelny Jana Váni                                     | realizace         |         | Benešov                | 495                                | Černoleská                           | 1912      | |                                                                          |
| 29    | Sokolovna                                                                               | realizace         |         | Rakovník               | 733                                | Tyršova 12                           | 1912      | | [ 6 ]                                                                    |
| 30    | zařízení salónu Emila Votočka                                                           | realizace         |         | Praha                  |                                    |                                      | 1913      | |                                                                          |
| 31    | Skleněná nápojová souprava pro Artěl                                                    | design            |         |                        |                                    |                                      | 1913 asi  | | V roce 1915 zakoupeno do sbírek Rakouského muzea užitého umění ve Vídni. |
| 32    | Zařízení bytu nakladatele Jana Štence                                                   | realizace         |         | Praha 1 – Staré Město  | 931                                | Salvátorská 8                        | 1913–1914 | |                                                                          |
| 33    | instalace expozice Svazu českého díla v rakouském pavilónu na výstavě Werkbundu         | realizace         |         | Kolín nad Rýnem        |                                    |                                      | 1914      | |                                                                          |
| 34    | Učitelské družstevní obytné domy                                                        | realizace         |         | Praha 1 – Staré Město  | 123, 1021, 1037                    | Elišky Krásnohorské 10–14, Bílkova 5 | 1919–1921 | | [ 8 ]                                                                    |
| 35    | Obytné domy družstva Domovina                                                           | realizace         |         | Znojmo                 | 1458, 1450, 1449, 1444, 1443, 1439 | Jarašova ulice 16–26, U Domoviny 1   | 1920      | |                                                                          |
| 36    | Obecná škola                                                                            | návrh             |         | Holice                 |                                    |                                      | 1920      | |                                                                          |
| 37    | Regulace Letné a okolí Hradčan                                                          | soutěžní návrh    |         | Praha                  |                                    |                                      | 1920      | |                                                                          |
| 38    | Výstavní pavilon                                                                        | soutěžní návrh    |         | Brno                   |                                    |                                      | 1921      | |                                                                          |
| 39    | Instalace 1. výstavy Svazu československého díla                                        | realizace         |         | Praha                  |                                    |                                      | 1921      | |                                                                          |
| 40    | Urna pro Artěl                                                                          | design            |         |                        |                                    |                                      | 1921–1922 | | Fronek uvádí 1920                                                        |
| 41    | Budova druhé české opery                                                                | soutěžní návrh    |         | Praha                  |                                    |                                      | 1922      | |                                                                          |
| 42    | Zařízení bytu MUDr. Ledeče,                                                             | realizace         |         | Praha                  |                                    |                                      | 1922      | |                                                                          |
| 43    | Nábytková souprava pro Artěl, interiér státního hotelu Hviezdoslav                      | design            |         | Štrbské Pleso          |                                    |                                      | 1922–1923 | Vlastislav Hofman, Rudolf Stockar, Jaromír Krejcar, Ladislav Machoň                                      | [ 10 ]                                                                   |
| 44    | Budova průmyslové školy                                                                 | soutěžní návrh    |         | Mladá Boleslav         |                                    |                                      | 1922      | |                                                                          |
| 45    | Učitelský družstevní obytný dům                                                         | realizace         |         | Praha 7 – Holešovice   | 811                                | Kamenická 35                         | 1923      | |                                                                          |
| 46    | Rodinný dům                                                                             | realizace         |         | Praha 7 – Troja        | 193                                | Trojská 118                          | 1923      | | [ 11 ]                                                                   |
| 47    | Státní galerie na Kampě                                                                 | soutěžní návrh    |         | Praha                  |                                    |                                      | 1923      | |                                                                          |
| 48    | Instalace výstavy SVU Mánes v Hagebundu,                                                | realizace         |         | Vídeň                  |                                    |                                      | 1923      | |                                                                          |
| 49    | regulační plán na letiště v Praze-Kbelích                                               | návrh             |         | Praha                  |                                    |                                      | 1923      | |                                                                          |
| 50    | Administrativní budova a skladiště továrny Orion                                        | realizace         |         | Praha 2 – Vinohrady    | 986                                | Korunní 106, 108                     | 1923–1925 | | zbořeno                                                                  |
| 51    | zařízení interiérů československého velvyslanectví                                      | realizace         |         | Budapešť               |                                    |                                      | 1923–1925 | |                                                                          |
| 52    | první studie na novou budovu SVU Mánes v Praze na Novém Městě                           | návrh             |         |                        |                                    |                                      | 1923–1925 | |                                                                          |
| 53    | Vodojem a maják na letišti Praha-Kbely                                                  | realizace         |         | Praha                  |                                    |                                      | 1924      | | [ 12 ]                                                                   |
| 54    | Vlastní rodinný dům                                                                     | návrh             |         | Praha                  |                                    |                                      | 1924      | |                                                                          |
| 55    | Budova Nejvyššího správního soudu                                                       | soutěžní návrh    |         | Praha                  |                                    |                                      | 1924      | |                                                                          |
| 56    | Čerychova vila                                                                          | realizace         |         | Česká Skalice          | 477                                | Křenkova ul.                         | 1924      | |                                                                          |
| 57    | Budova Zemědělského muzea                                                               | soutěžní návrh    |         | Bratislava             |                                    |                                      | 1924      | |                                                                          |
| 58    | Československý státní pavilón pro areál Bienále v Benátkách                             | realizace         |         | Benátky                |                                    |                                      | 1924–1925 | |                                                                          |
| 59    | Instalace československé expozice na bienále v Benátkách                                | realizace         |         | Benátky                |                                    |                                      | 1925      | |                                                                          |
| 60    | Instalace české uměleckoprůmyslové tvorby na výstavě dekorativních umění v Paříži       | realizace         |         | Paříž                  |                                    |                                      | 1925      | |                                                                          |
| 61    | Akademická čtvrť                                                                        | soutěžní návrh    |         | Brno                   |                                    |                                      | 1925      | |                                                                          |
| 62    | náhrobek rodiny Nebeských                                                               | návrh (?)         |         | Praha                  | Vinohradský hřbitov                |                                      | 1926      | |                                                                          |
| 63    | náčrt Mausolea rodiny Šebkovy v Hodkově                                                 | návrh             |         |                        |                                    |                                      | 1926      | | archiv NTM – N68                                                         |
| 64    | Noclehárna a stravovna při továrně Steinský-Sehnoutka                                   | realizace         |         | Černožice              | 84                                 | Revoluční                            | 1926–1927 | | tzv. "Sehnoutkův dům",                                                   |
| 65    | Přemostění nuselského údolí                                                             | soutěžní návrh    |         | Praha                  |                                    |                                      | 1926–1927 | Škodovy závody                                                                                           |                                                                          |
| 66    | Administrativní a obytný dům továrníka R. Steinského – Sehnoutky                        | realizace         |         | Hradec Králové         | 734                                | Ulrichovo náměstí 7                  | 1926–1927 | | tzv. Steinského palác,                                                   |
| 67    | Městská spořitelna a okresní úřad                                                       | realizace         |         | Benešov                | 226                                | Masarykovo nám. 5                    | 1926–1929 | Bedřich Stefan                                                                                           | Dnes sídlo Městského úřadu,                                              |
| 68    | Obecní dům                                                                              | realizace         |         | Černožice              | 39                                 | ul. Generála Svobody                 | 1927-1928 | |                                                                          |
| 69    | Spolková budova SVU Mánes                                                               | realizace         |         | Praha                  | 250                                | Masarykovo nábř.                     | 1927–1930 | | [ 16 ]                                                                   |
| 70    | Rodinný dům Karla Nováka                                                                | realizace         |         | Praha 8 – Libeň        | 1321                               | Nad Rokoskou 29                      | 1927-1931 | | [ 18 ]                                                                   |
| 71    | Státní vystěhovalecká stanice                                                           | realizace         |         | Praha 9 – Vysočany     | 599                                | Pod Balkánem 2                       | 1928      | | [ 19 ]                                                                   |
| 72    | Poštovní úřad                                                                           | realizace         |         | Louny                  | 1465                               | Štefánikova                          | 1928      | | [ 20 ]                                                                   |
| 73    | Budova Slovenského národního divadla                                                    | soutěžní návrh    |         | Bratislava             |                                    |                                      | 1928      | |                                                                          |
| 74    | Budova Živnostenské banky                                                               | soutěžní návrh    |         | Praha                  |                                    |                                      | 1928      | |                                                                          |
| 75    | Náhrobek sochaře Otty Gutfreunda                                                        | realizace         |         | Praha                  |                                    | Vinohradské hřbitovy                 | 1928      | Karel Dvořák                                                                                             |                                                                          |
| 76    | Nájemní dům                                                                             | realizace         |         | Praha 8 – Libeň        | 1474                               | U Pošty 1 / V Mezihoří 3             | 1928–1929 | | [ 21 ]                                                                   |
| 77    | Budova zemského úřadu v Bratislavě                                                      | soutěžní návrh    |         | Bratislava             |                                    |                                      | 1929      | |                                                                          |
| 78    | Rodinný dům stavitele Kapsy                                                             | realizace         |         | Praha 6 – Bubeneč      | 469                                | Na Zátorce 18                        | 1929      | | Původní interieriér Adolf Loos,                                          |
| 79    | soutěžní návrh na vyhledání místa pro parlament v Praze na Letné                        | návrh             |         | Praha                  |                                    |                                      | 1929      | |                                                                          |
| 80    | Instalace výstavy 100 let českého umění                                                 | realizace         |         | Praha                  |                                    |                                      | 1930      | |                                                                          |
| 81    | Rodinný dům s ateliérem Václava Špály                                                   | realizace         |         | Praha-Střešovice       | 755                                | Na Dračkách 5                        | 1930      | |                                                                          |
| 82    | Dům Cyrila Bartoně z Dobenína                                                           | realizace         |         | Náchod                 | 105                                | Kamenice                             | 1931      | František Kysela                                                                                         | dnes Městská knihovna                                                    |
| 83    | Civilní letiště v Praze Ruzyni                                                          | soutěžní návrh    |         | Praha                  |                                    |                                      | 1931      | František Marek                                                                                          |                                                                          |
| 84    | Zařízení bytu a ordinace MUDr. Ludmily Šolcové                                          | realizace         |         |                        |                                    |                                      | 1931      | |                                                                          |
| 85    | Instalace výstavy 50 let Národního divadla                                              | realizace         |         | Praha                  |                                    |                                      | 1933      | |                                                                          |
| 86    | Nová budova Československé obchodní akademie v Praze                                    | soutěžní návrh    |         | Praha                  |                                    |                                      | 1934      | |                                                                          |
| 87    | instalace jubilejní výstavy 50 let výtvarné práce : architektura, byt, užité umění      | realizace         |         | Praha                  |                                    |                                      | 1935      | |                                                                          |
| 88    | instalace 200. výstavy SVU Mánes                                                        | realizace         |         | Praha                  |                                    |                                      | 1935      | |                                                                          |
| 89    | Československý pavilón pro světovou výstavu v Paříži v roce 1937                        | soutěžní návrh    |         | Paříž                  |                                    |                                      | 1936      | J. Benda, dr. V. Dvořák, Josef Drahoňovský, Karel Dvořák, Pavel Janák, František Kysela, Jaromír Pečírka |                                                                          |
| 90    | instalace expozice Státní uměleckoprůmyslové školy na světové výstavě v Paříži          | realizace         |         | Paříž                  |                                    |                                      | 1937      | |                                                                          |
| 91    | výprava pohřbu prezidenta T. G. Masaryka                                                | realizace         |         | Praha                  |                                    |                                      | 1937      | |                                                                          |
| 92    | Instalace výstavy Tvář Prahy                                                            | realizace         |         | Praha                  |                                    |                                      | 1939      | |                                                                          |
| 93    | Rekonstrukce a dostavba Staroměstské radnice                                            | soutěžní návrh    |         | Praha 1 – Staré Město  |                                    |                                      | 1946      | |                                                                          |
| 94    | Budovy parlamentu v Praze na Letné                                                      | soutěžní návrh    |         | Praha                  |                                    |                                      | 1947      | |                                                                          |
| 95    | Instalace Muzea Aloise Jiráska v letohrádku Hvězda                                      | návrh             |         | Praha                  |                                    |                                      | 1950      | |                                                                          |
| 96    | náčrt na Jiráskův pomník pro Jiráskovo náměstí v Praze                                  | návrh             |         | Praha                  |                                    |                                      | 1951      | Karel Pokorný                                                                                            |                                                                          |
| 97    | Urbanistická studie na novou čtvrť s návrhy typových obytných domů do Českých Budějovic | návrh             |         | České Budějovice       |                                    |                                      | 1952      | |                                                                          |
| 98    | Ztvárnění stavebního typu T 16                                                          | soutěžní návrh    |         | Praha                  |                                    |                                      | 1954      | |                                                                          |
| 99    | Renovace nádražní budovy pro Františkovy Lázně                                          | návrh             |         | Františkovy Lázně      |                                    |                                      | 1958      | Bohuslav Rychlink, Aleš Beneda                                                                           |                                                                          |
| 100   | Dostavba Národního divadla v Praze                                                      | soutěžní návrh    |         | Praha                  |                                    |                                      | 1959      | Jiří Novotný                                                                                             |                                                                          |

## Spolupráce na jiných projektech

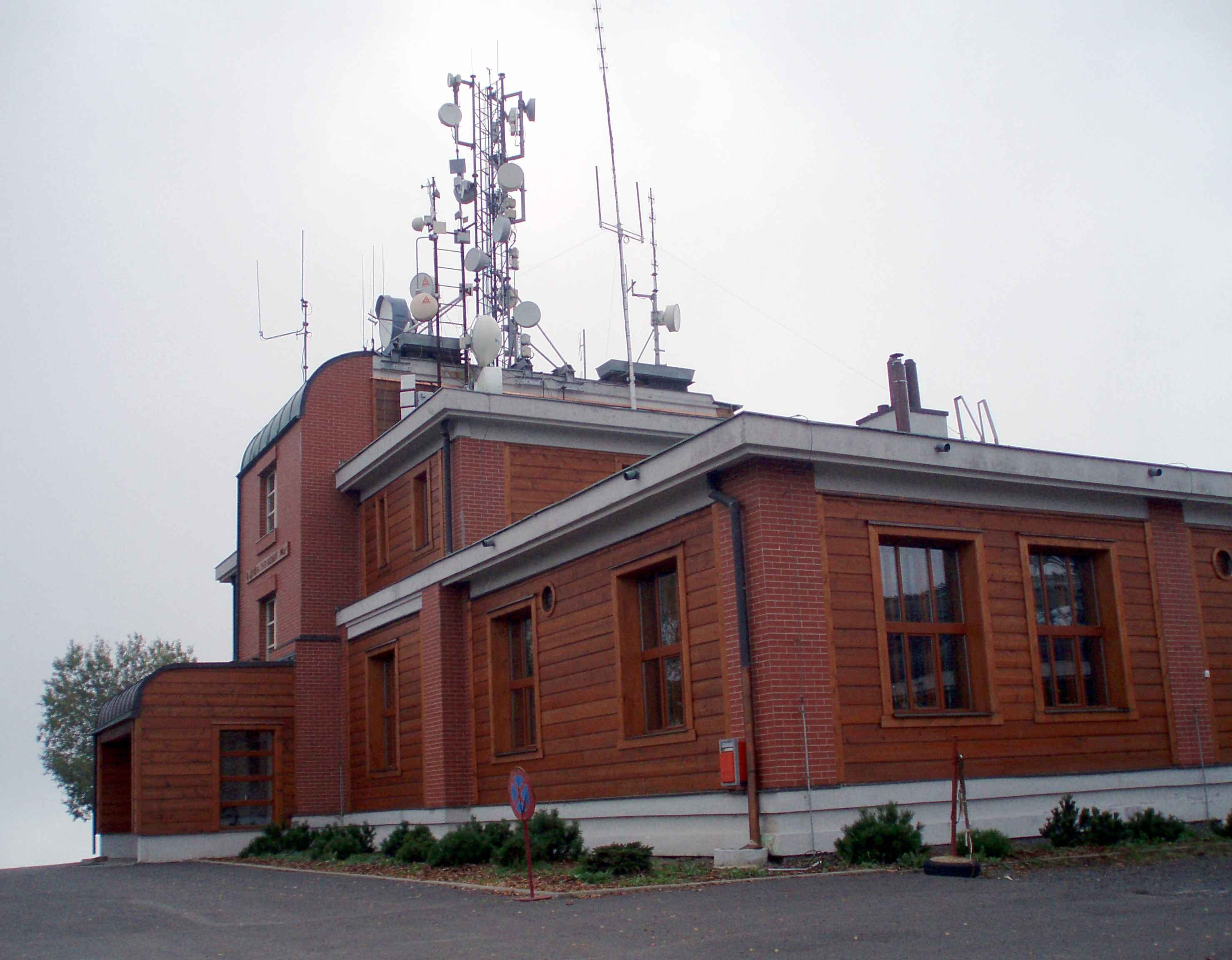

- 1925–1928 Jan Václavík: Riegrova turistická chata, Kozákov,[23][24]